# 泰山特曲
泰山特曲，是泰安出产的一种白酒。

## 沿革
源于1945年当局合并几家私人酒坊成立的祝阳酒厂，后数度迁址、易名。1975年酒厂研制出泰山特曲，乃以高粱、大米、糯米、小麦、玉米为原料，以中高温曲为糖化发酵剂酿制而成的浓香型白酒。曾于1992年入选国宴用酒。现产品包括泰山特曲、金泰山、稳如泰山、五岳独尊、酒仙酒神系列。